# Erephognathus
Erephognathus é um género de coleópteros carabídeos pertencente à subfamília Anthiinae.

## Espécies
O género Erephognathus contém as seguintes espécies:
- Erephognathus coerulescens (Fairmaire, 1903)
- Erephognathus margarithrix Alluaud, 1936